# Sweet Suspense
Sweet Suspense foi uma Girl group norte-americana formada na terceira temporada do reality show, The X Factor. Suas integrantes eram originalmente: Summer Reign, Millie Thrasher e Celine Polenghi. Elas fizeram a audição para cantores solos, mas durante o programa os jurados juntaram-as em um grupo (girl group). Em sua primeira apresentação como grupo elas cantaram Wishing On A Star do grupo Rose Royce. Sweet Suspense acabou em 12º lugar no The X Factor USA 2013. Em junho de 2015 Celine Polenghi deixou o grupo sendo substituída por Bryana Salaz.

## História

### 2013: Formação e The X-Factor
Cada membro entrou originalmente como cantores solos, mas acabaram sendo eliminadas. O jurí achou melhor chama-las novamente para competição, mas desta vez como um grupo. No desafio das 4 cadeiras, grande novidade na temporada do programa, elas fizeram sua estréia como grupo com a versão da Beyoncé da música do Rose Royce, Whising On A Star. O Simon, mentor dos grupos, escolheu Sweet Suspense como um dos seus 4 finalistas. 
Então a partir de lá a banda deveria se apresentar no programa ao vivo. Em seu primeiro show ao vivo, em 29 de outubro de 2013, Sweet Suspense cantou "I Love It" da Icona Pop e foi selecionado como um dos três grupos para entrar para o Top 12, por Simon Cowell. O próximo tema para os shows ao vivo foi "Motown Night" juntas performaram "You Keep Me Hangin 'On" do grupo, The Suspremes. Todos os jurados amaram a performance no entanto, devido a uma erro gráfico, todos os votos com base nessa noite foram anulados. Na noite seguinte, todos os participantes realizaram sua performance para uma nova noite de votos, as meninas cantaram "That Should Be Me" do Justin Bieber. Para noite seguinte, o tema era anos 80, as meninas cantara um clássico da época, "Hey Mickey", de Toni Basil. Seu desempenho recebeu críticas mistas dos juízes. Kelly Rowland incentivou elas a encontrarem a harmonia uma com a outra. Enquanto Paulina Rubio apelidou o desempenho de incrível e Simon Cowell as elegeu como melhores da noite! Demi Lovato não gostou da apresentação. O desempenho foi o último das garotas na competição, já que recebeu o menor número de votos do público. Sweet Suspense foi eliminado em 14 de novembro de 2013, terminando em 12 º lugar.

### 2014–2015: Singles e saída de integrantes
No dia 26 de dezembro de 2013, Sweet Suspense com parceria com a Sweety High liberaram uma curta prévia do primeiro vídeo clipe das garotas de um cover da música do Wilson Phillips, "Hold On". O vídeo foi lançado no dia 1 de maio de 2014 e tem mais de 355 mil visualizações. Em agosto de 2014 Sweet Suspense revelou durante o Blue Carpet do Teen Choice Awards que assinou um contrato com a gravadora do Jason Derulo, "Future History Records", as garotas foram o primeiro grupo assinar com a gravadora do cantor. Em novembro de 2014, Sweet Suspense divulgou seu primeiro single, uma canção de natal chamada "Just Another Night". 
Em março de 2015 a banda lançou seu segundo single "Here We go Again" e em abril do mesmo ano foi liberado um cover (com videoclipe) da música Gibberish, originalmente de MAX, o video alcançou a marca de 1,9 milhões de visualizações.
Em 11 de junho de 2015, foi anunciado que a integrante Celine Polenghi havia deixado a banda, entrando em seu lugar Bryana Salaz, ex-participante do The Voice USA. 
Com a entrada de Bryana Salaz no grupo a banda saiu em turnê no segundo semestre de 2015 com a "Pop nation tour" e apresentou ao vivo em "Dunkin' Donuts Iced Coffee Lounge" seu terceiro single "Money", entretanto a música nunca foi oficialmente lançada. 
Bryana Salaz também deixou o grupo, 4 meses depois de sua entrada levando ao fim da banda. Em 28 de outubro de 2015, logo após a saída de Bryana Salaz, a banda anunciou seu fim em sua conta oficial no twitter (@SweetSuspense). A justificativa dada foi que as três decidiram seguir carreira solo. 

### Pós-término
Celine Polenghi, Summer Reign e Bryana Salaz ex integrantes do grupo sweet suspense juntaram-se no dia 13 de março de 2016 num novo grupo chamado de s.n.r.g (synergy) agenciado por Carl Fredrick Martin e estão em estúdio trabalhando em suas músicas. Enquanto isso Millie Thrasher segue em carreira solo fazendo fazendo covers, videos de dança e também está em estúdio gravando suas próprias canções. Ela está sendo agenciada por Mama Jan e sua equipe.

## Integrantes

### Summer Reign
Summer Katherine Reign Cummings, nasceu no dia 6 de abril de 1996 (24 anos), em Apple Valley, Califórnia. Summer graduou-se em  Encore Performing Arts School Deans com muitas honras, tem 6 irmãos, sendo 4 homens e 2 mulheres. Reign é a segunda mais nova entre 7 filhos. Seus pais são Anthony e Kathy Cummings. Summer fez o teste como um artista solo no X Factor USA em 2013, em sua audição cantou a música "Impossible", da Shontelle. O vídeo ao qual mostra a audição de Reign já ultrapassou um milhão de acessos no YouTube. Ela é grande fã da Cher Lloyd.

### Millie Thrasher
Amelia Lauren Kayt Thrasher (Millie), nasceu no dia 8 de junho de 1999 (20 anos), em Birmingham, Alabama. Millie está atualmente estudando em casa, ela foi lider de torcida por 7 anos mas decidiu sair para poder se concentrar na música. Millie é a mais nova entre 2 filhas. Quando era mais jovem, Thrasher era integrante de outro girl group, o qual tinha o nome de "Girls Squad", ela saiu no inicio de 2013 e o grupo a substituiu por Acacia Brinley Clark. Millie fez o teste para o The X Fator USA em 2013, em sua audição cantou a música "Wide Awake" da Katy Perry. Millie era atriz e já atuou em filmes independentes como o "O Trevo Mágico".

### Bryana Salaz
Bryana Alicia Salaz, nasceu dia 25 de agosto de 1997 (22 anos), em Orlando, Florida. Bryana nasceu em uma família militar, por isso se mudava constantemente. Quando criança, Salaz sonhava em ser jogadora de futebol, mas conforme o tempo, passou a se concentrar apenas na música. Bryana participou de vários concursos de canto e foi premiada com o primeiro lugar no concurso de talentos "Lolani" em 2010 e também fez um teste para "High School Musical 2" no qual não passou por ser jovem demais mas o diretor impressionado criou para ela um papel como "Jr. Sharpettes". Bryana fez o teste para Got Talent América em 2011. Ela participou da 7ª temporada do The Voice, onde pertenceu no time da Gwen Stefani porém foi eliminada após competir contra Ryan Sill. Bryana tornou-se integrante do girl group Sweet Suspense em 11 de Junho de 2015 substituindo a ex-integrante Celine Polenghi. A cantora deixou a banda em 1 de Outubro de 2015 para seguir a carreira de atriz na série urban cowboy, que acabou sendo cancelada após o piloto. 

#### Celine Polenghi
Celine Polenghi, Nasceu no dia 28 de junho de 1997 (22 anos), em New Jersey mas atualmente mora em Miami, Flórida. Celine frequentava uma escola exclusivamente para garotas, a mesma escola que Lauren Jauregui, do Fifth Harmony estudava. Polenghi tem 2 irmãos, sendo um homem, Laurent e uma mulher, Sophie, ela é mais velha que Sophie e mais nova que Laurent, seus pais são Maria Polenghi and Diego Yvan Polenghi. Em sua audição para o The X Factor USA em 2013, em sua audição cantou a música "When You Believe", da Mariah Carey e Whitney Houston. Celine deixou a banda em 11 de junho de 2015, por motivos desconhecidos. 

## Discografia

### Singles
2014 - Just Another Night
2015 - Here We Go Again
2015 - Gibberish (Max cover)

### Músicas não-lançadas
2014 - Like A Girl
2014 - Blindsided
2015:- Money